# 蒙特瓦洛 (阿拉巴马州)
蒙特瓦洛（英文：Montevallo），是美国阿拉巴马州謝爾比縣下属的一座城市。面积约为12.59平方英里（约合32.6平方公里）。根据2010年美国人口普查，该市有人口6,323人，人口密度为502.38/平方英里（约合193.96/平方公里）。蒙特瓦洛大學位於此地。